# Los Montoneros de Méndez (álbum)
Los Montoneros de Méndez es un álbum de estudio del conjunto folclórico boliviano Los Montoneros de Méndez, lanzado en 1971 por el sello chileno DICAP. Es el primer álbum de la banda bajo un sello chileno, y al igual que sus demás discos, posee un fuerte contenido político, sustentado en música folclórica boliviana.
La contraportada del álbum posee una reseña del grupo escrita por Juan Carvajal, quien entonces era director artístico de DICAP. La mayoría de las canciones son compuestas por el integrante de la agrupación Nilo Soruco, mientras que las restantes son recopilaciones o bien canciones del folclore tradicional.

## Lista de canciones
| Lado A |                                 |              |          |  |
| N.º    | Título                          | Música       | Duración |  |
| 1.     | «La noche de San Juan» (Huayñu) | Nilo Soruco  | 2:47     |  |
| 2.     | «María trata» (chacarera)       |              | 2:07     |  |
| 3.     | «Caña»                          | tradicional  | 1:49     |  |
| 4.     | «A Benjo» (Chaga)               | Nilo Soruco  | 3:12     |  |
| 5.     | «Tantas idas y venidas»         | recopilación | 3:24     |  |
| 6.     | «Unidad» (taquirari)            | Nilo Soruco  | 4:17     |  |
| 17:36  |                                 |              |          |  |

| Lado B |                           |              |          |  |
| N.º    | Título                    | Música       | Duración |  |
| 7.     | «¡¡Cuidado!!» (taquirari) | Nilo Soruco  | 2:27     |  |
| 8.     | «La vidita y San Lorenzo» | recopilación | 4:15     |  |
| 9.     | «Erke y caja»             | tradicional  | 1:56     |  |
| 10.    | «Jota Torres» (bailecito) | Nilo Soruco  | 2:20     |  |
| 11.    | «La chaqueña»             | recopilación | 3:56     |  |
| 12.    | «Bandera roja» (cueca)    | Nilo Soruco  | 3:11     |  |
| 18:05  |                           |              |          |  |